# Amalaka

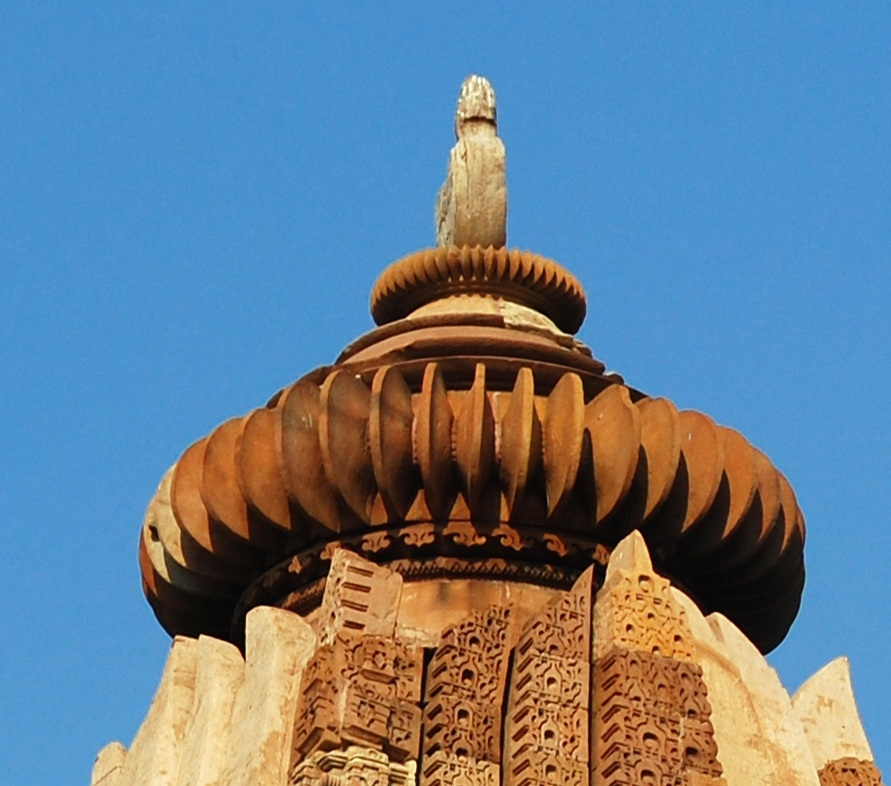
Doppia amalaka in cima al tempio di Devi Jagadambi a Khajuraho

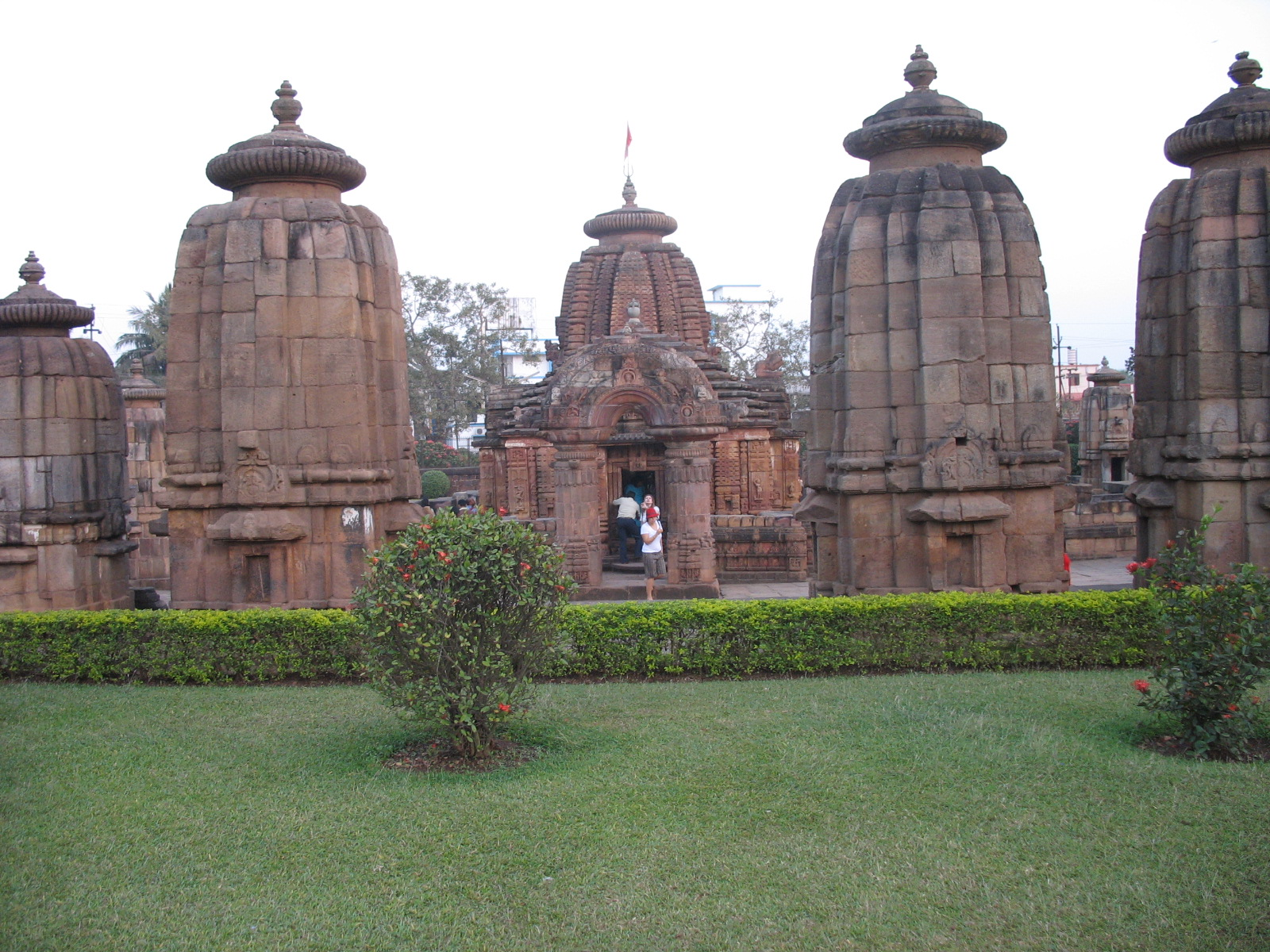
Amalaka di spicco nel tempio del gruppo Siddheshwar Mukteshwar, Bhubaneswar

Un amalaka (in sanscrito आमलक) è un disco di pietra segmentato o dentellato, di solito con creste sul bordo, che si trova sulla sommità dello shikhara o torre principale di un tempio indù. Secondo un'interpretazione, l'amalaka rappresenta un loto, e quindi la sede simbolica della divinità sottostante. Un'altra interpretazione è che simboleggia il sole, ed è quindi la porta del mondo celeste.
Il nome e, secondo alcune fonti la forma, dell'amalaka deriva dal frutto del Phyllanthus emblica (o Mirobalanus embilica), l'uva spina indiana, o fico myrobolan. Questo si chiama āmalaki in sanscrito, e il frutto ha una forma leggermente segmentata, anche se questa è molto meno marcata che nella forma architettonica.
L'amalaka stesso è coronato da un kalasam o pinnacolo, da cui è spesso appeso uno stendardo del tempio.

## Storia

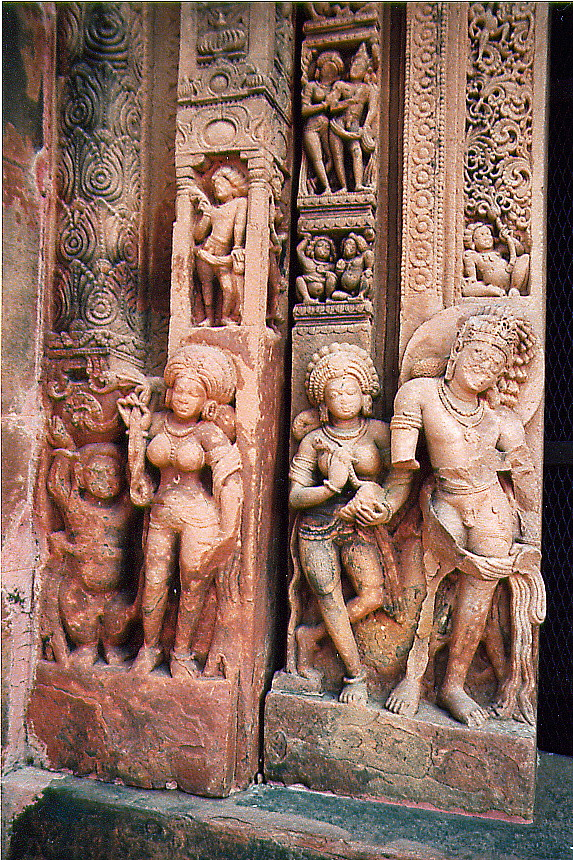
Stipite di una porta con amalaka, sopra un gavaksha, Tempio di Dashavatara, Deogarh

La forma appare per la prima volta (o sopravvive) come elemento nei capitelli delle colonne intorno al tempo di Ashoka nel III secolo a.C., ricorrente in alcuni capitelli del I secolo d.C. In alcuni di questi, come al Great Chaitya alle Grotte di Karla e nelle verande delle Grotte 3, 10 e 17 alle Grotte di Pandavleni, l'amalaka è "inscatolata" con una gabbia rettangolare.
La più antica rappresentazione di un Amalaka come base per il kalasha si vede nello stipite di una porta nel tempio di Dahshavatara a Deogarh, datata intorno al 500 d.C. Gli amalaka sembrano essere stati comuni nella parte superiore dello shikhara nel periodo Gupta, sebbene non rimangano originali al loro posto. Dovevano rimanere standard nella maggior parte dell'India, rispettivamente negli stili architettonici Nagara e Kalinga dell'ovest e dell'est, ma non nell'architettura dravidica dell'India meridionale. Alcuni dei primi templi del Deccan, come il tempio Lakshamana in mattoni del VII secolo a Sirpur, hanno amalaka agli angoli di un certo livello dello shikhara (ma non in cima nel solito modo).

## Simbolismo
Come altre parti dell'architettura del tempio indù, c'è un grande corpo di interpretazione simbolica e mistica attorno all'amalaka. È visto come un anello che afferra e abbraccia un pilastro fittizio che si erge dall'immagine di culto principale della divinità sottostante nel santuario e raggiunge il cielo attraverso la sommità del tempio.

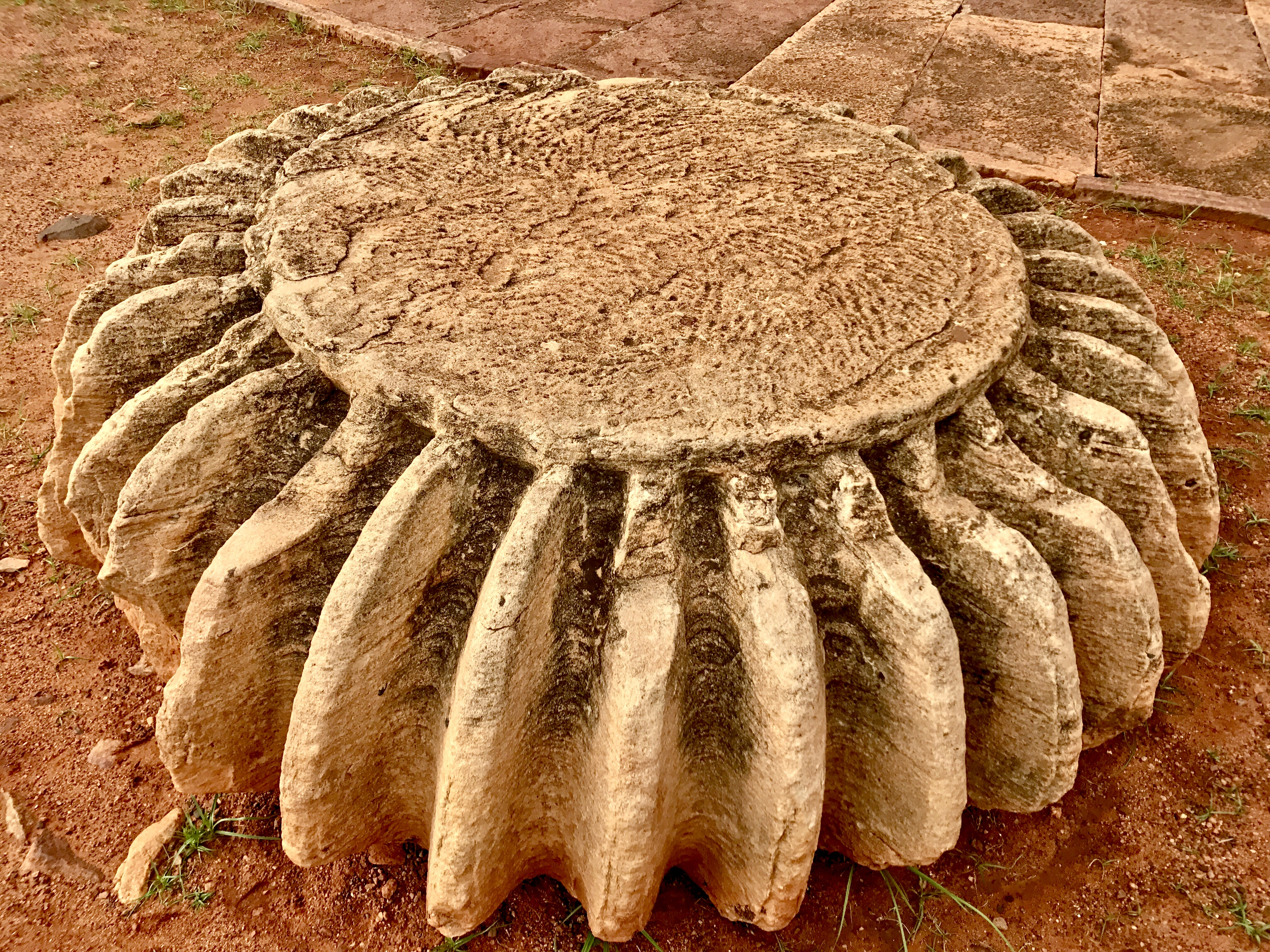
Pietra amalaka distaccata del Tempio di Durga, Aihole, VII secolo
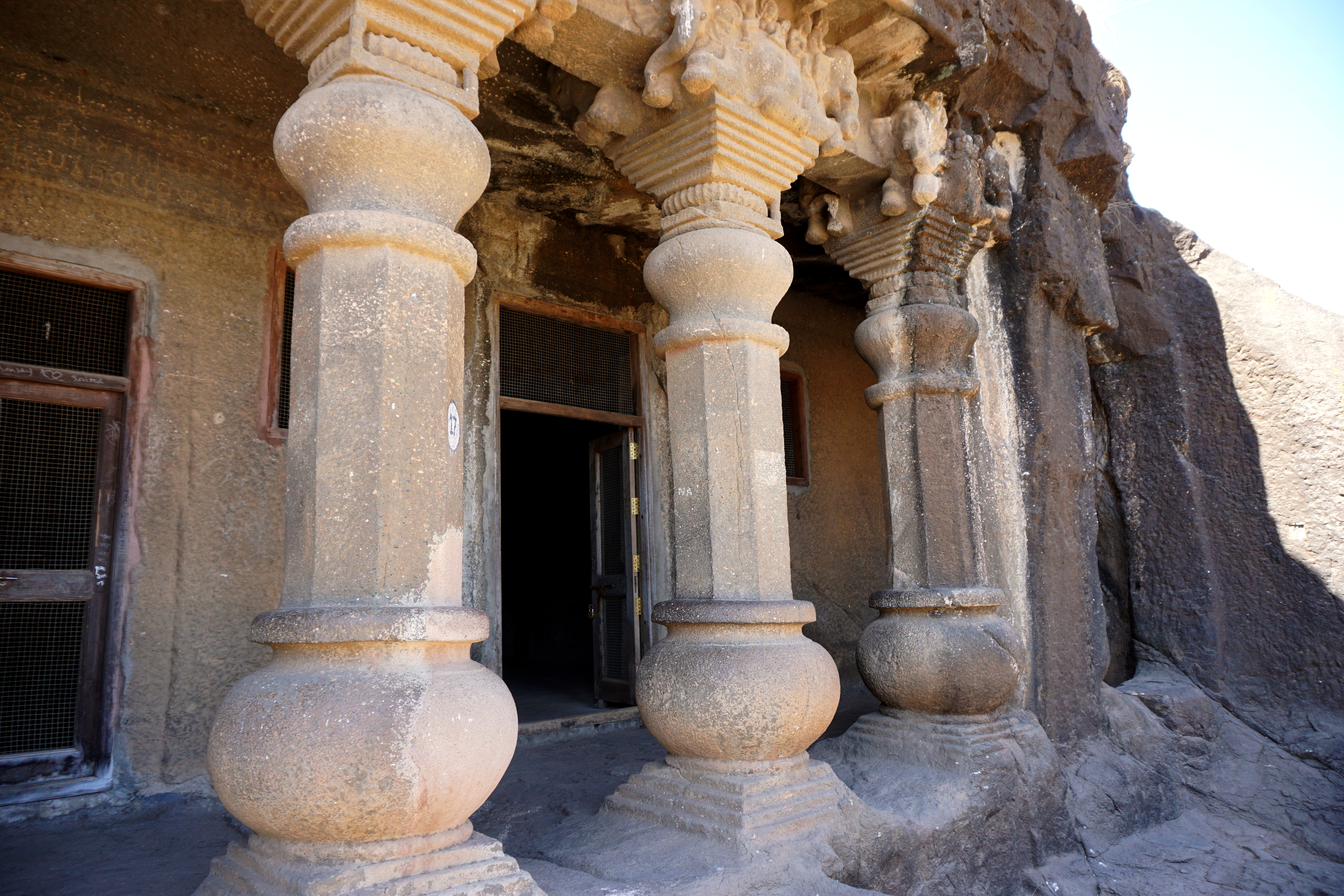
Amalaka "in scatola" nei capitelli fuori dalla grotta 17, grotte Pandavleni, II-III secolo d.C.
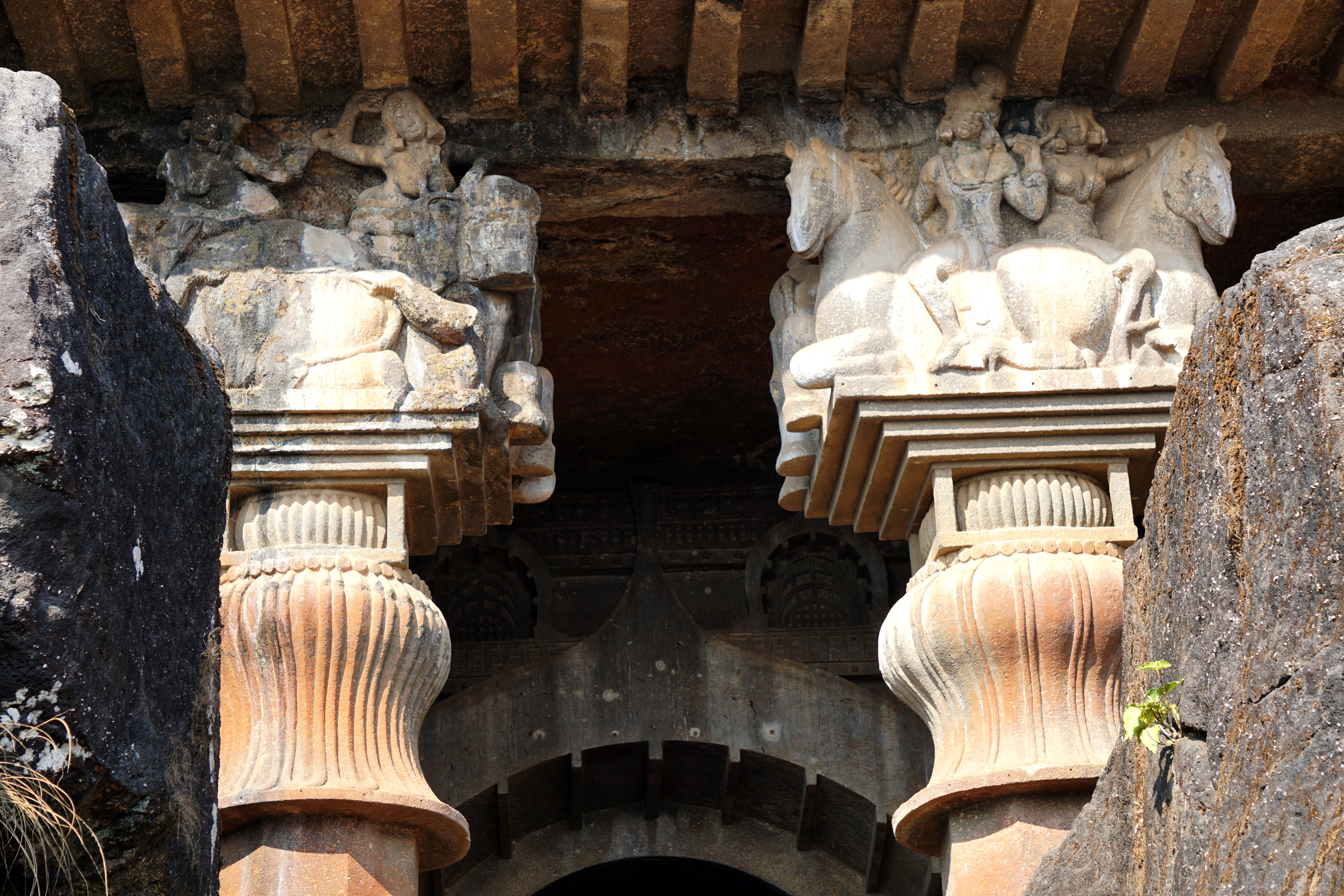
Amalakas "scatolati" nei capitelli, Bedse Caves
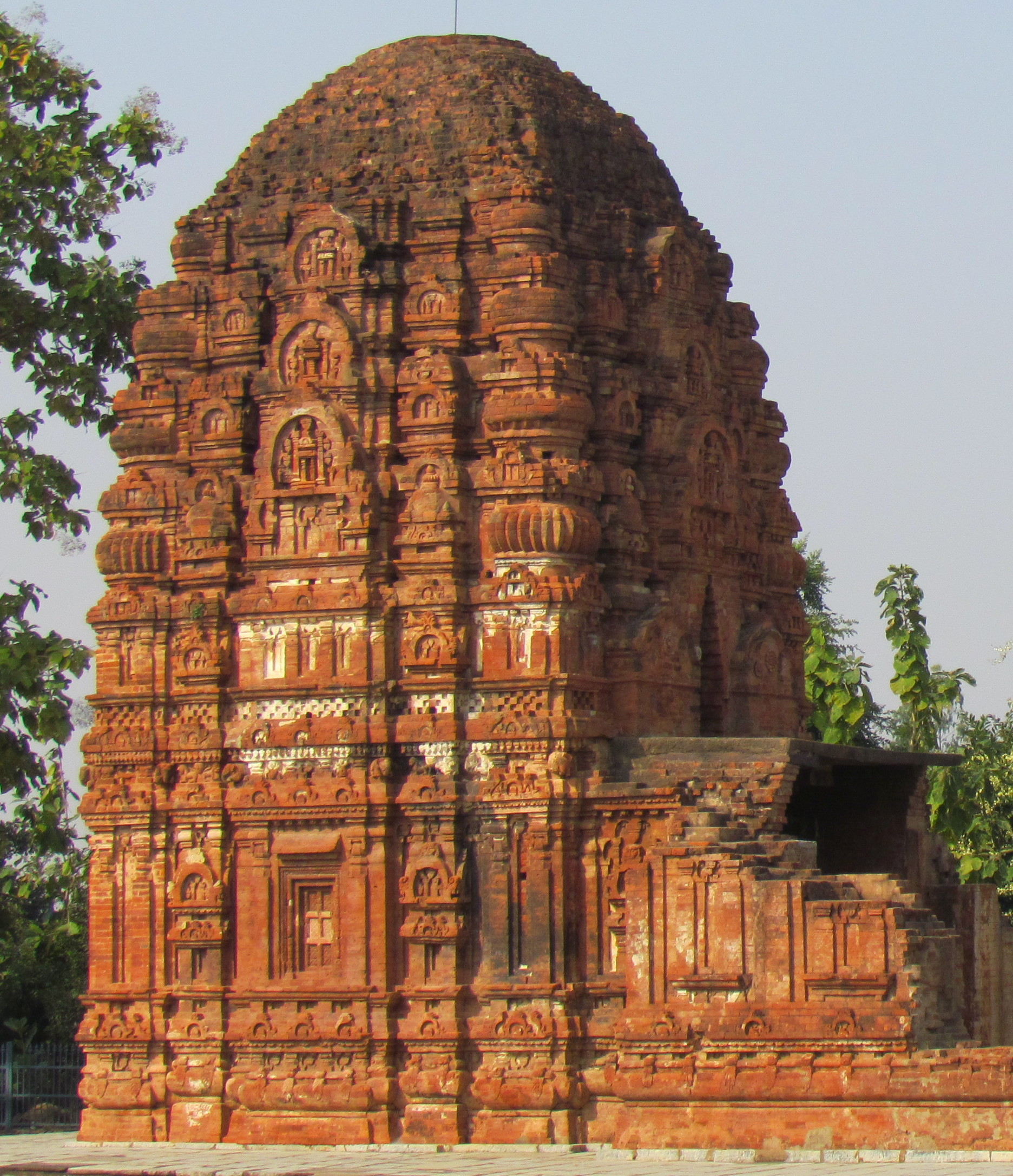
Amalakas d'angolo nel tempio Lakshamana del VII secolo in mattoni a Sirpur
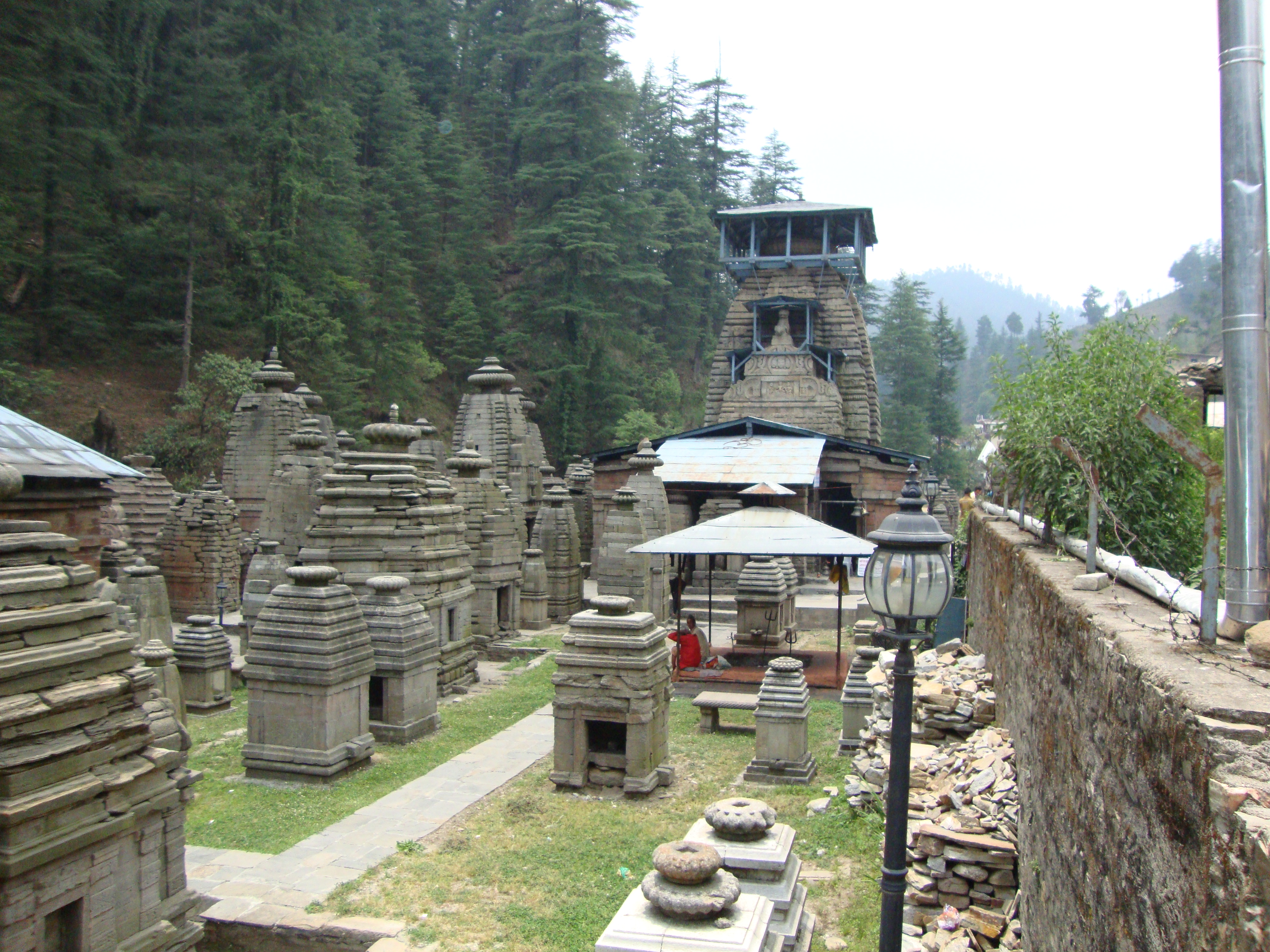
Templi del VII-XII secolo a Jageshwar, Uttarakhand . In alcuni di essi gli amalaka sono inscatolati per sostenere un tetto.
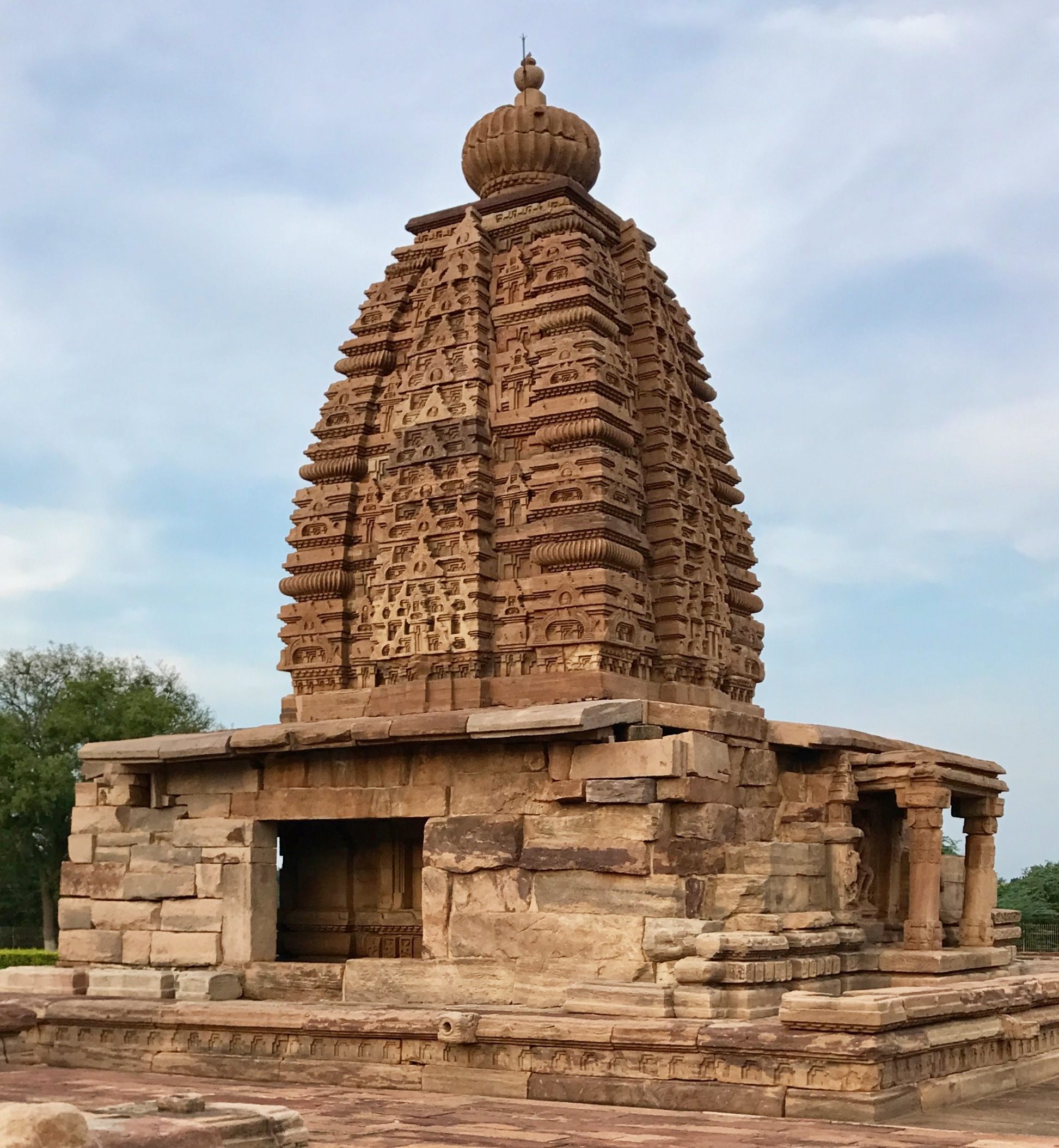
Antico, arrotondato, amalaka, con amalaka squadrate agli angoli sottostanti, VIII secolo. Tempio di Galaganatha, Pattadakal, Karnataka